# Winisk River
Winisk River är ett vattendrag i Kanada.   Det ligger i provinsen Ontario, i den östra delen av landet, 1 300 km nordväst om huvudstaden Ottawa.
Trakten runt Winisk River är nära nog obefolkad, med mindre än två invånare per kvadratkilometer.